# Maximilian Levy
Maximilian Levy (Berlín, 26 de juny de 1987) és un ciclista alemany especialista en pista. Triple medallista als Jocs Olímpics, també ha guanyat tres Campionats del món de Velocitat per equips i un de Keirin.

## Palmarès
- 2004
  -  Campió del món júnior en Quilòmetre Contrarellotge
  -  Campió del món júnior en Velocitat per equips (amb Benjamin Wittmann, Robert Förstemann)
- 2005
  -  Campió del món júnior en Velocitat
  -  Campió del món júnior en Quilòmetre Contrarellotge
  -  Campió del món júnior en Velocitat per equips (amb Benjamin Wittmann, René Enders)
  -  Campió d'Europa júnior en Velocitat
  -  Campió d'Europa júnior en Quilòmetre Contrarellotge
- 2006
  -  Campió d'Europa sub-23 en Velocitat
  -  Campió d'Europa sub-23 en Velocitat per equips (amb Michael Seidenbecher i René Enders)
- 2008
  -  Medalla de bronze als Jocs Olímpics de Pequín en Velocitat per equips (amb René Enders i Stefan Nimke)
  -  Campió d'Alemanya en Keirin
- 2009
  -  Campió del món de Keirin
  -  Campió d'Europa sub-23 en Keirin
  -  Campió d'Alemanya en Keirin
- 2010
  -  Campió del món velocitat per equips (amb Robert Förstemann i Stefan Nimke)
  -  Campió d'Europa en Velocitat per equips (amb Robert Förstemann i Stefan Nimke)
- 2011
  -  Campió del món velocitat per equips (amb René Enders i Stefan Nimke)
  -  Campió d'Alemanya en Keirin
  -  Campió d'Alemanya en Velocitat per equips (amb Carsten Bergemann i Robert Förstemann)
- 2012
  -  Medalla de plata als Jocs Olímpics de Londres en Keirin
  -  Medalla de bronze als Jocs Olímpics de Londres en Velocitat per equips (amb René Enders i Robert Förstemann)
  -  Campió d'Alemanya en Velocitat per equips (amb Stefan Bötticher i Max Niederlag)
- 2013
  -  Campió del món velocitat per equips (amb René Enders i Stefan Bötticher)
  -  Campió d'Europa de Keirin
  -  Campió d'Europa en Velocitat per equips (amb René Enders i Robert Förstemann)
  -  Campió d'Alemanya en Kilòmetre
  -  Campió d'Alemanya en Keirin
- 2015
  -  Campió d'Alemanya en Velocitat
  -  Campió d'Alemanya en Keirin
- 2016
  -  Campió d'Alemanya en Velocitat
  -  Campió d'Alemanya en Keirin
- 2017
  -  Campió d'Europa en Keirin
  -  Campió d'Alemanya en Velocitat
  -  Campió d'Alemanya en Keirin
  -  Campió d'Alemanya en Velocitat per equips (amb Maximilian Dörnbach i Erik Balzer)

### Resultats a laCopa del Món
- 2005-2006
  - 1r a Manchester, en Keirin
- 2011-2012
  - 1r a Astanà, Cali i Londres, en Velocitat per equips
  - 1r a Astanà, en Keirin
- 2017-2018
  - 1r a Manchester, en Velocitat per equips